# الحذاء الذهبي التونسي
أفضل لاعب كرة قدم تونسي هي جائزة منحلّة أٌسست بتشارك من الجامعة التونسية لكرة القدم وجريدة العمل بين 1969 و1995.

## سجل الجوائز

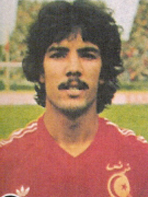
طارق ذياب

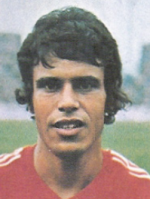
حمادي العقربي

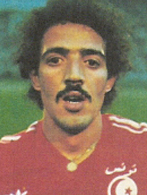
خميس العبيدي

| الموسم  | اللاعب             | الفريق                      |
| ------- | ------------------ | --------------------------- |
| 1969–70 | عثمان جنيح         | النجم الرياضي الساحلي       |
| 1970–71 | أحمد الزيتوني      | النادي الإفريقي             |
| 1971–72 | أحمد المغيربي      | الملعب التونسي              |
| 1972–73 | عز الدين شقرون     | نادي سكك الحديد الصفاقسي    |
| 1973–74 | محي الدين حبيطة    | النادي الأولمبي للنقل       |
| 1974–75 | حمادي العقربي      | النادي الرياضي الصفاقسي     |
| 1975–76 | خميس العبيدي       | الشبيبة الرياضية القيروانية |
| 1976–77 | محسن العبيدي       | الملعب التونسي              |
| 1977–78 | عبد رؤوف بن عزيزة  | النجم الرياضي الساحلي       |
| 1978–79 | الهادي البياري     | النادي الإفريقي             |
| 1979–80 | المختار ذويب       | النادي الرياضي الصفاقسي     |
| 1980–81 | خالد بن يحيى       | الترجي الرياضي التونسي      |
| 1981–82 | طارق ذياب          | الترجي الرياضي التونسي      |
| 1982–83 | صالح فاسي          | الملعب القابسي              |
| 1983–84 | منذر جابالله       | الملعب التونسي              |
| 1984–85 | جمال الطياش        | الشبيبة الرياضية القيروانية |
| 1985–86 | كمال العزابي       | النجم الرياضي الساحلي       |
| 1986–87 | خالد بن يحيى       | الترجي الرياضي التونسي      |
| 1987–88 | جمال الدين الإمام  | الملعب التونسي              |
| 1988–89 | عبد الحميد الهرقال | الملعب التونسي              |
| 1989–90 | فوزي الرويسي       | النادي الإفريقي             |
| 1990–91 | محمد العيادي       | نادي سكك الحديد الصفاقسي    |
| 1991–92 | عمر بن طاهر        | نادي محيط قرقنة             |
| 1992–93 | عبد القادر بلحسن   | النادي الرياضي البنزرتي     |
| 1993–94 | إسكندر السويح      | النادي الرياضي الصفاقسي     |
| 1994–95 | طارق التوهامي      | أولمبيك الكاف               |